# András Réz
András Réz (n. 28 septembrie 1951) este un critic de film, traducător de opere literare, scenarist maghiar.

## Opera

### Cărți
- Linda szafari
- A szelek háza (Casa vânturilor)
- Válogatott szorongásaim (2003.) (Angoasele mele alese)
- Orr (2004.) (Nas)
- Mozibubus (2006)

### Seriale TV
- Linda
- Angyalbőrben
- Família Kft.

### Piese de teatru
- Az ördög éve (1998) (Anul diavolului)
- 56 csepp vér (2007) (56 de picături de sânge)